# Tidarren levii
Tidarren levii là một loài nhện trong họ Theridiidae.
Loài này thuộc chi Tidarren. Tidarren levii được Joachim Schmidt miêu tả năm 1957.